# Govenia greenwoodii
Govenia greenwoodii là một loài thực vật có hoa trong họ Lan. Loài này được Dressler & Soto Arenas mô tả khoa học đầu tiên năm 2002.